# Élections présidentielles sous la Cinquième République en Indre-et-Loire
Depuis l'adoption de la Constitution de la Cinquième République française en 1958, dix élections présidentielles ont eu lieu afin d'élire le président de la République. Cette page présente les résultats de ces élections en Indre-et-Loire.

## Synthèse des résultats du second tour
Le département d'Indre-et-Loire vote en général dans la tendance nationale. En 2017, Emmanuel Macron obtient 5 points de plus qu'au niveau national.
| année | Répartition des exprimés | Répartition des exprimés | Participation (% des inscrits) | Blancs ou nuls (% des votants) |

| 2022 | Emmanuel Macron (62,72 %) (France : 58,55 %) | Marine Le Pen (37,28 %) (France : 41,45 %) | 75,27 % (France : 71,99 %) | 9,44 % (France : 6,23 %) |

| 2017 | Emmanuel Macron (69,23 %) (France : 66,10 %) | Marine Le Pen (30,77 %) (France : 33,90 %) | 77,03 % (France : 77,77 %) | 2,05 % (France : 2,47 %) |

| 2012 | François Hollande (51,23 %) (France : 51,64 %) | Nicolas Sarkozy (48,77 %) (France : 48,36 %) | 82,72 % (France : 80,35 %) | 1,84 % (France : 5,82 %) |

| 2007 | Nicolas Sarkozy (52,7 %) (France : 53,06 %) | Ségolène Royal (47,3 %) (France : 46,94 %) | 85,64 % (France : 83,97 %) | 1,42 % (France : 4,20 %) |

| 2002 | Jacques Chirac (84,84 %) (France : 82,21 %) | J.-M. Le Pen (15,16 %) (France : 17,79 %) | 73,91 % (France : 79,71 %) | 3,61 % (France : 3,38 %) |

| 1995 | Jacques Chirac (50,58 %) (France : 52,64 %) | Lionel Jospin (49,42 %) (France : 47,36 %) | 79,92 % (France : 78,38 %) | 3,27 % (France : 2,81 %) |

| 1988 | François Mitterrand (56,01 %) (France : 54,02 %) | Jacques Chirac (43,99 %) (France : 45,98 % %) | 81,41 % (France : 81,35 %) | 2,29 % (France : 2,00 %) |

| 1981 | François Mitterrand (52,59 %) (France : 51,76 %) | Valéry Giscard d'Estaing (47,41 %) (France : 48,24 %) | 81,37 % (France : 81,09 %) | 1,98 % (France : 1,62 %) |

| 1974 | Valéry Giscard d'Estaing (53,08 %) (France : 50,81 %) | François Mitterrand (46,92 %) (France : 49,19 %) | 84,86 % (France : 84,23 %) | 0,73 % (France : 0,92 %) |

| 1969 | Georges Pompidou (50,72 %) (France : 58,21 %) | Alain Poher (49,28 %) (France : 41,79 %) | 77,34 % (France : 77,59 %) | 1,52 % (France : 1,29 %) |

| 1965 | Charles de Gaulle (53,29 %) (France : 55,20 %) | François Mitterrand (46,71 %) (France : 44,80 %) | 84,59 % (France : 84,75 %) | 1,19 % (France : 1,01 %) |

|  | ▲ |

## Résultats détaillés par scrutin

### 2022
Arrivé en tête du premier tour, le président sortant Emmanuel Macron (27,85 %) affronte Marine Le Pen (23,15 %), un duel identique à celui du scrutin de 2017. C'est la deuxième fois qu'un second tour opposant les mêmes candidats à deux scrutins présidentiels consécutifs a lieu après ceux où se sont affrontés Valéry Giscard d'Estaing et François Mitterrand en 1974 et 1981.
En troisième position avec 21,95 % des voix, Jean-Luc Mélenchon réalise le score le plus élevé de ses trois candidatures et arrive largement en tête de la gauche, mais échoue à accéder au second tour, avec environ 400 000 voix de moins que Marine Le Pen.
Une nouvelle fois, les partis politiques traditionnels sont absents du second tour, dans des proportions encore plus importantes que lors de la précédente élection. Le Parti socialiste et Les Républicains, représentés respectivement par Anne Hidalgo et Valérie Pécresse, s'effondrent avec des scores historiquement faibles et n'atteignent pas le seuil des 5 %, condition permettant d'être remboursé des frais de campagne.
Le second tour voit Emmanuel Macron l'emporter par 58,55 % des suffrages exprimés, permettant ainsi au président sortant d'entamer un second mandat. Le septennat ayant été aboli en 2000, il devient ainsi le premier président de la République française à être réélu pour un deuxième quinquennat, le deuxième président de la Cinquième République réélu hors période de cohabitation et le quatrième président de la Cinquième République réélu.
En Indre-et-Loire, Emmanuel Macron arrive en tête du premier tour avec 30,99% des exprimés, suivi de Marine Le Pen (21,54 %), Jean-Luc Mélenchon (20,77%), et Éric Zemmour (6,09%). Au second tour, les électeurs ont voté à 62,72 % pour Emmanuel Macron contre 37,28 % pour Marine Le Pen avec un taux de participation de 75,27 % des inscrits
| Candidats                | Candidats                | Partis                   | Premier tour | Premier tour | Second tour | Second tour |
| Candidats                | Candidats                | Partis                   | Voix         | %            | Voix        | %           |
| ------------------------ | ------------------------ | ------------------------ | ------------ | ------------ | ----------- | ----------- |
|                          | Emmanuel Macron          | LREM                     | 101 503      | 30,99        | 188 421     | 62,72       |
|                          | Marine Le Pen            | RN                       | 70 553       | 21,54        | 112 019     | 37,28       |
|                          | Jean-Luc Mélenchon       | LFI                      | 68 012       | 20,77        |             |             |
|                          | Éric Zemmour             | REC                      | 19 931       | 6,09         |             |             |
|                          | Valérie Pécresse         | LR                       | 16 279       | 4,97         |             |             |
|                          | Yannick Jadot            | EELV                     | 16 245       | 4,96         |             |             |
|                          | Jean Lassalle            | RES                      | 8 520        | 2,60         |             |             |
|                          | Fabien Roussel           | PCF                      | 7 835        | 2,39         |             |             |
|                          | Nicolas Dupont-Aignan    | DLF                      | 7 271        | 2,22         |             |             |
|                          | Anne Hidalgo             | PS                       | 6 216        | 1,90         |             |             |
|                          | Philippe Poutou          | NPA                      | 2 882        | 0,88         |             |             |
|                          | Nathalie Arthaud         | LO                       | 2 243        | 0,68         |             |             |
|                          |                          |                          |              |              |             |             |
| Votes valides            | Votes valides            | Votes valides            | 327 490      | 97,77        | 300 440     | 90,56       |
| Votes blancs             | Votes blancs             | Votes blancs             | 5 437        | 1,62         | 22 088      | 6,66        |
| Votes nuls               | Votes nuls               | Votes nuls               | 2 039        | 0,61         | 9 238       | 2,78        |
| Total                    | Total                    | Total                    | 334 966      | 100          | 331 766     | 100         |
| Abstention               | Abstention               | Abstention               | 105 536      | 23,96        | 108 984     | 24,73       |
| Inscrits / participation | Inscrits / participation | Inscrits / participation | 440 502      | 76,04        | 440 750     | 75,27       |

### 2017
Le premier tour de l'élection présidentielle de 2017 voit s'affronter onze candidats. Emmanuel Macron arrive en tête devant Marine Le Pen et tous deux se qualifient pour le second tour. Néanmoins, avec François Fillon et Jean-Luc Mélenchon, les scores des quatre candidats ayant recueilli le plus de voix sont serrés (4,43 points entre le 1er et le 4e). Pour la première fois, aucun des candidats des deux partis politiques pourvoyeurs jusque-là des présidents de la Ve République, n'est présent au second tour. Celui-ci se tient le dimanche 7 mai et se solde par la victoire d'Emmanuel Macron, avec un total de 20 753 798 bulletins de vote en sa faveur, soit 66,10 % des suffrages exprimés, face à la candidate du Front national, qui recueille 33,90 %. Le scrutin est néanmoins marqué par une forte abstention et par un record de votes blancs ou nuls. 
En Indre-et-Loire, Emmanuel Macron arrive en tête du premier tour avec 24,47 % des exprimés, suivi de François Fillon (21,24 %), Jean-Luc Mélenchon (19,4 %), Marine Le Pen (18,98 %) et Benoît Hamon (6,74 %). Au second tour, les électeurs ont voté à 69,23 % pour Emmanuel Macron contre 30,77 % pour Marine Le Pen avec un taux de participation de 77,03 % des inscrits.
|             | EM          | Emmanuel Macron       | 83 165  | 24,47 %    | 201 211 | 69,23 %    |  |  |
|             | LR          | François Fillon       | 72 196  | 21,24 %    |         |            |  |  |
|             | LFi         | Jean-Luc Mélenchon    | 65 931  | 19,4 %     |         |            |  |  |
|             | FN          | Marine Le Pen         | 64 522  | 18,98 %    | 89 438  | 30,77 %    |  |  |
|             | PS          | Benoît Hamon          | 22 898  | 6,74 %     |         |            |  |  |
|             | DlF         | Nicolas Dupont-Aignan | 18 452  | 5,43 %     |         |            |  |  |
|             | NPA         | Philippe Poutou       | 3 907   | 1,15 %     |         |            |  |  |
|             | RES         | Jean Lassalle         | 2 929   | 0,86 %     |         |            |  |  |
|             | UPR         | François Asselineau   | 2 620   | 0,77 %     |         |            |  |  |
|             | LO          | Nathalie Arthaud      | 2 606   | 0,77 %     |         |            |  |  |
|             | SeP         | Jacques Cheminade     | 679     | 0,2 %      |         |            |  |  |
|             |             |                       |         |            |         |            |  |  |
|             |             |                       | Nombre  | % inscrits | Nombre  | % inscrits |  |  |
| Inscrits    | Inscrits    | Inscrits              | 428 871 |            | 428 840 |            |  |  |
| Abstentions | Abstentions | Abstentions           | 80 171  | 18,69 %    | 98 512  | 22,97 %    |  |  |
| Votants     | Votants     | Votants               | 348 700 | 81,31 %    | 330 328 | 77,03 %    |  |  |
|             |             |                       |         |            |         |            |  |  |
|             |             |                       |         | % votants  |         | % votants  |  |  |
| Blancs      | Blancs      | Blancs                | 6 197   | 1,44 %     | 29 855  | 6,96 %     |  |  |
| Nuls        | Nuls        | Nuls                  | 2 598   | 0,61 %     | 9 824   | 2,29 %     |  |  |
| Exprimés    | Exprimés    | Exprimés              | 339 905 | 79,26 %    | 290 649 | 67,78 %    |  |  |

### 2012
Hollande, désigné par le PS à la suite d'une primaire ouverte, devance Sarkozy dès le premier tour de l'élection présidentielle de 2012 : c'est la première fois qu'un président sortant est ainsi devancé. Au second tour, Sarkozy est battu mais par un écart plus faible qu'attendu.
En Indre-et-Loire, Nicolas Sarkozy arrive en tête du premier tour avec 28,24 % des exprimés, suivi de François Hollande (28,1 %), Marine Le Pen (15,98 %), Jean-Luc Mélenchon (10,93 %) et François Bayrou (10,27 %). Au second tour, les électeurs ont voté à 51,23 % pour François Hollande contre 48,77 % pour Nicolas Sarkozy avec un taux de participation de 82,9 % des inscrits.
|                | UMP            | Nicolas Sarkozy       | 94 680  | 28,24 %    | 157 374 | 48,77 %    |  |  |
|                | PS             | François Hollande     | 94 210  | 28,1 %     | 165 293 | 51,23 %    |  |  |
|                | FN             | Marine Le Pen         | 53 586  | 15,98 %    |         |            |  |  |
|                | FG             | Jean-Luc Mélenchon    | 36 657  | 10,93 %    |         |            |  |  |
|                | MoDem          | François Bayrou       | 34 420  | 10,27 %    |         |            |  |  |
|                | EELV           | Éva Joly              | 7 488   | 2,23 %     |         |            |  |  |
|                | DLF            | Nicolas Dupont-Aignan | 6 738   | 2,01 %     |         |            |  |  |
|                | NPA            | Philippe Poutou       | 4 303   | 1,28 %     |         |            |  |  |
|                | LO             | Nathalie Arthaud      | 2 272   | 0,68 %     |         |            |  |  |
|                | S&P            | Jacques Cheminade     | 901     | 0,27 %     |         |            |  |  |
|                |                |                       |         |            |         |            |  |  |
|                |                |                       | Nombre  | % inscrits | Nombre  | % inscrits |  |  |
| Inscrits       | Inscrits       | Inscrits              | 412 904 |            | 412 935 |            |  |  |
| Abstentions    | Abstentions    | Abstentions           | 71 358  | 17,28 %    | 70 596  | 17,1 %     |  |  |
| Votants        | Votants        | Votants               | 341 546 | 82,72 %    | 342 339 | 82,9 %     |  |  |
|                |                |                       |         |            |         |            |  |  |
|                |                |                       |         | % votants  |         | % votants  |  |  |
| Blancs ou nuls | Blancs ou nuls | Blancs ou nuls        | 6 291   | 1,84 %     | 19 672  | 5,75 %     |  |  |
| Exprimés       | Exprimés       | Exprimés              | 335 255 | 98,16 %    | 322 667 | 98,16 %    |  |  |

### 2007
Au premier tour de l'élection présidentielle de 2007, Sarkozy réussit à capter une partie des voix de Le Pen et arrive largement en tête. Royal est la première femme qualifiée pour le second tour d'une élection présidentielle. Elle est battue avec une avance de 6 points.
En Indre-et-Loire, Nicolas Sarkozy arrive en tête du premier tour avec 30,7 % des exprimés, suivi de Ségolène Royal (24,87 %), François Bayrou (20,24 %), Jean-Marie Le Pen (9,1 %) et Olivier Besancenot (4,56 %). Au second tour, les électeurs ont voté à 52,7 % pour Nicolas Sarkozy contre 47,3 % pour Ségolène Royal avec un taux de participation de 86,18 % des inscrits.
|                | UMP            | Nicolas Sarkozy      | 104 125 | 30,7 %     | 174 646 | 52,7 %     |  |  |
|                | PS             | Ségolène Royal       | 84 345  | 24,87 %    | 156 774 | 47,3 %     |  |  |
|                | UDF            | François Bayrou      | 68 641  | 20,24 %    |         |            |  |  |
|                | FN             | Jean-Marie Le Pen    | 30 865  | 9,1 %      |         |            |  |  |
|                | LCR            | Olivier Besancenot   | 15 480  | 4,56 %     |         |            |  |  |
|                | MPF            | Philippe de Villiers | 10 391  | 3,06 %     |         |            |  |  |
|                | GPA            | Marie-George Buffet  | 5 714   | 1,68 %     |         |            |  |  |
|                | Les Verts      | Dominique Voynet     | 5 579   | 1,65 %     |         |            |  |  |
|                | LO             | Arlette Laguiller    | 4 772   | 1,41 %     |         |            |  |  |
|                | SE             | José Bové            | 4 180   | 1,23 %     |         |            |  |  |
|                | CPNT           | Frédéric Nihous      | 3 791   | 1,12 %     |         |            |  |  |
|                | CNRSP          | Gérard Schivardi     | 1 233   | 0,36 %     |         |            |  |  |
|                |                |                      |         |            |         |            |  |  |
|                |                |                      | Nombre  | % inscrits | Nombre  | % inscrits |  |  |
| Inscrits       | Inscrits       | Inscrits             | 401 678 |            | 401 748 |            |  |  |
| Abstentions    | Abstentions    | Abstentions          | 57 685  | 14,36 %    | 55 521  | 13,82 %    |  |  |
| Votants        | Votants        | Votants              | 343 993 | 85,64 %    | 346 227 | 86,18 %    |  |  |
|                |                |                      |         |            |         |            |  |  |
|                |                |                      |         | % votants  |         | % votants  |  |  |
| Blancs ou nuls | Blancs ou nuls | Blancs ou nuls       | 4 877   | 1,42 %     | 14 807  | 4,28 %     |  |  |
| Exprimés       | Exprimés       | Exprimés             | 339 116 | 98,58 %    | 331 420 | 95,72 %    |  |  |

### 2002
Après cinq années de cohabitation, un duel est attendu entre Chirac et le Premier ministre Jospin lors de l'élection présidentielle de 2002, mais, à la surprise générale, ce dernier est devancé par Le Pen au premier tour. Au second tour, Chirac bénéficie du ralliement de la gauche et reçoit un score sans précédent. Il s'agit de la première élection pour un mandat de cinq ans et non plus sept.
En Indre-et-Loire, Jacques  Chirac arrive en tête du premier tour avec 19,7 % des exprimés, suivi de Lionel  Jospin (16,43 %), Jean-Marie  Le Pen (14,49 %), François Bayrou (7 %) et Arlette Laguiller (6,55 %). Au second tour, les électeurs ont voté à 84,84 % pour Jacques  Chirac contre 15,16 % pour Jean-Marie  Le Pen avec un taux de participation de 81,28 % des inscrits.
|                | RPR            | Jacques Chirac          | 53 504  | 19,7 %     | 248 424 | 84,84 %    |  |  |
|                | PS             | Lionel Jospin           | 44 624  | 16,43 %    |         |            |  |  |
|                | FN             | Jean-Marie Le Pen       | 39 359  | 14,49 %    | 44 381  | 15,16 %    |  |  |
|                | UDF            | François Bayrou         | 19 009  | 7 %        |         |            |  |  |
|                | LO             | Arlette Laguiller       | 17 796  | 6,55 %     |         |            |  |  |
|                | MC             | Jean-Pierre Chevènement | 15 263  | 5,62 %     |         |            |  |  |
|                | Les Verts      | Noël Mamère             | 14 367  | 5,29 %     |         |            |  |  |
|                | CPNT           | Jean Saint-Josse        | 12 738  | 4,69 %     |         |            |  |  |
|                | DL             | Alain Madelin           | 12 688  | 4,67 %     |         |            |  |  |
|                | LCR            | Olivier Besancenot      | 12 143  | 4,47 %     |         |            |  |  |
|                | PC             | Robert Hue              | 7 600   | 2,8 %      |         |            |  |  |
|                | Cap21          | Corinne Lepage          | 5 764   | 2,12 %     |         |            |  |  |
|                | PRG            | Christiane Taubira      | 5 763   | 2,12 %     |         |            |  |  |
|                | MNR            | Bruno Mégret            | 5 503   | 2,03 %     |         |            |  |  |
|                | FRS            | Christine Boutin        | 3 836   | 1,41 %     |         |            |  |  |
|                | PT             | Daniel Gluckstein       | 1 579   | 0,58 %     |         |            |  |  |
|                |                |                         |         |            |         |            |  |  |
|                |                |                         | Nombre  | % inscrits | Nombre  | % inscrits |  |  |
| Inscrits       | Inscrits       | Inscrits                | 381 130 |            | 381 148 |            |  |  |
| Abstentions    | Abstentions    | Abstentions             | 99 438  | 26,09 %    | 71 342  | 18,72 %    |  |  |
| Votants        | Votants        | Votants                 | 281 692 | 73,91 %    | 309 806 | 81,28 %    |  |  |
|                |                |                         |         |            |         |            |  |  |
|                |                |                         |         | % votants  |         | % votants  |  |  |
| Blancs ou nuls | Blancs ou nuls | Blancs ou nuls          | 10 156  | 3,61 %     | 17 001  | 5,49 %     |  |  |
| Exprimés       | Exprimés       | Exprimés                | 271 536 | 96,39 %    | 292 805 | 94,51 %    |  |  |

### 1995
Après une nouvelle cohabitation et alors que la droite est particulièrement divisée entre Chirac et le Premier ministre Balladur, Jospin réussit à arriver en tête au premier tour de l'élection présidentielle de 1995, malgré la très lourde défaite de la gauche aux législatives de 1993. Au second tour, il est battu par Chirac.
En Indre-et-Loire, Lionel Jospin arrive en tête du premier tour avec 24,62 % des exprimés, suivi d'Édouard Balladur (21,21 %), Jacques Chirac (18,08 %), Jean-Marie Le Pen (12,97 %) et Robert Hue (7,61 %). Au second tour, les électeurs ont voté à 50,58 % pour Jacques Chirac contre 49,42 % pour Lionel Jospin avec un taux de participation de 79,85 % des inscrits.
|                | PS             | Lionel Jospin        | 70 285  | 24,62 %    | 137 157 | 49,42 %    |  |  |
|                | RPR            | Édouard Balladur     | 60 546  | 21,21 %    |         |            |  |  |
|                | RPR            | Jacques Chirac       | 51 617  | 18,08 %    | 140 376 | 50,58 %    |  |  |
|                | FN             | Jean-Marie Le Pen    | 37 033  | 12,97 %    |         |            |  |  |
|                | PC             | Robert Hue           | 21 717  | 7,61 %     |         |            |  |  |
|                | MPF            | Philippe de Villiers | 17 904  | 6,27 %     |         |            |  |  |
|                | LO             | Arlette Laguiller    | 15 172  | 5,32 %     |         |            |  |  |
|                | Les Verts      | Dominique Voynet     | 10 349  | 3,63 %     |         |            |  |  |
|                | S&P            | Jacques Cheminade    | 826     | 0,29 %     |         |            |  |  |
|                |                |                      |         |            |         |            |  |  |
|                |                |                      | Nombre  | % inscrits | Nombre  | % inscrits |  |  |
| Inscrits       | Inscrits       | Inscrits             | 369 275 |            | 369 195 |            |  |  |
| Abstentions    | Abstentions    | Abstentions          | 74 166  | 20,08 %    | 74 378  | 20,15 %    |  |  |
| Votants        | Votants        | Votants              | 295 109 | 79,92 %    | 294 817 | 79,85 %    |  |  |
|                |                |                      |         |            |         |            |  |  |
|                |                |                      |         | % votants  |         | % votants  |  |  |
| Blancs ou nuls | Blancs ou nuls | Blancs ou nuls       | 9 660   | 3,27 %     | 17 284  | 5,86 %     |  |  |
| Exprimés       | Exprimés       | Exprimés             | 285 449 | 96,73 %    | 277 533 | 94,14 %    |  |  |

### 1988
Après deux ans de cohabitation, Mitterrand affronte le Premier ministre Chirac lors de l'élection présidentielle de 1988. Le Pen obtient au premier tour un score jusque-là sans précédent pour un parti d'extrême droite. Au second tour, Mitterrand est facilement réélu.
En Indre-et-Loire, François Mitterrand arrive en tête du premier tour avec 37,54 % des exprimés, suivi de Raymond Barre (18,75 %), Jacques Chirac (18,3 %), Jean-Marie Le Pen (12,23 %) et André Lajoinie (4,96 %). Au second tour, les électeurs ont voté à 56,01 % pour François Mitterrand contre 43,99 % pour Jacques Chirac avec un taux de participation de 84,04 % des inscrits.
|                | PS                    | François Mitterrand | 104 833 | 37,54 %    | 159 212 | 56,01 %    |  |  |
|                | SE                    | Raymond Barre       | 52 366  | 18,75 %    |         |            |  |  |
|                | RPR                   | Jacques Chirac      | 51 106  | 18,3 %     | 125 042 | 43,99 %    |  |  |
|                | FN                    | Jean-Marie Le Pen   | 34 155  | 12,23 %    |         |            |  |  |
|                | PC                    | André Lajoinie      | 13 864  | 4,96 %     |         |            |  |  |
|                | Les Verts             | Antoine Waechter    | 9 655   | 3,46 %     |         |            |  |  |
|                | LO                    | Arlette Laguiller   | 6 229   | 2,23 %     |         |            |  |  |
|                | Communiste rénovateur | Pierre Juquin       | 5 697   | 2,04 %     |         |            |  |  |
|                | MPT                   | Pierre Boussel      | 1 375   | 0,49 %     |         |            |  |  |
|                |                       |                     |         |            |         |            |  |  |
|                |                       |                     | Nombre  | % inscrits | Nombre  | % inscrits |  |  |
| Inscrits       | Inscrits              | Inscrits            | 351 108 |            | 351 029 |            |  |  |
| Abstentions    | Abstentions           | Abstentions         | 65 283  | 18,59 %    | 56 024  | 15,96 %    |  |  |
| Votants        | Votants               | Votants             | 285 825 | 81,41 %    | 295 005 | 84,04 %    |  |  |
|                |                       |                     |         |            |         |            |  |  |
|                |                       |                     |         | % votants  |         | % votants  |  |  |
| Blancs ou nuls | Blancs ou nuls        | Blancs ou nuls      | 6 545   | 2,29 %     | 10 751  | 3,64 %     |  |  |
| Exprimés       | Exprimés              | Exprimés            | 279 280 | 97,71 %    | 284 254 | 96,36 %    |  |  |

### 1981
Lors de l'élection présidentielle de 1981, Giscard d'Estaing arrive en tête au premier tour et affronte, comme la fois précédente, Mitterrand. Pour la première fois, un président sortant est battu : Mitterrand devient le premier président de gauche de la Ve République.
En Indre-et-Loire, François Mitterrand arrive en tête du premier tour avec 28,59 % des exprimés, suivi de Valéry Giscard d'Estaing (27,68 %), Jacques Chirac (15,29 %), Georges Marchais (11,97 %) et Michel Debré (4,34 %). Au second tour, les électeurs ont voté à 53,08 % pour François Mitterrand contre 47,41 % pour Valéry Giscard d'Estaing avec un taux de participation de 86,23 % des inscrits.
|                | PS             | François Mitterrand      | 75 217  | 28,59 %    | 145 015 | 52,59 %    |  |  |
|                | UDF            | Valéry Giscard d'Estaing | 72 801  | 27,68 %    | 130 740 | 47,41 %    |  |  |
|                | RPR            | Jacques Chirac           | 40 231  | 15,29 %    |         |            |  |  |
|                | PC             | Georges Marchais         | 31 497  | 11,97 %    |         |            |  |  |
|                | Divers droite  | Michel Debré             | 11 411  | 4,34 %     |         |            |  |  |
|                | MEP            | Brice Lalonde            | 9 707   | 3,69 %     |         |            |  |  |
|                | MRG            | Michel Crépeau           | 8 654   | 3,29 %     |         |            |  |  |
|                | LO             | Arlette Laguiller        | 6 653   | 2,53 %     |         |            |  |  |
|                | Divers droite  | Marie-France Garaud      | 4 172   | 1,59 %     |         |            |  |  |
|                | PSU            | Huguette Bouchardeau     | 2 701   | 1,03 %     |         |            |  |  |
|                |                |                          |         |            |         |            |  |  |
|                |                |                          | Nombre  | % inscrits | Nombre  | % inscrits |  |  |
| Inscrits       | Inscrits       | Inscrits                 | 329 781 |            | 329 751 |            |  |  |
| Abstentions    | Abstentions    | Abstentions              | 61 436  | 18,63 %    | 45 399  | 13,77 %    |  |  |
| Votants        | Votants        | Votants                  | 268 345 | 81,37 %    | 284 352 | 86,23 %    |  |  |
|                |                |                          |         |            |         |            |  |  |
|                |                |                          |         | % votants  |         | % votants  |  |  |
| Blancs ou nuls | Blancs ou nuls | Blancs ou nuls           | 5 301   | 1,98 %     | 8 597   | 3,02 %     |  |  |
| Exprimés       | Exprimés       | Exprimés                 | 263 044 | 98,02 %    | 275 755 | 96,98 %    |  |  |

### 1974
L'élection présidentielle de 1974 est une élection anticipée à la suite de la mort de Pompidou. Mitterrand, candidat unique de la gauche, est largement en tête au premier tour devant Giscard d'Estaing, qui distance lui-même Chaban-Delmas. Au terme d'une campagne animée, marquée par un débat télévisé tendu, Giscard d'Estaing l'emporte avec une très courte avance.
En Indre-et-Loire, François Mitterrand arrive en tête du premier tour avec 35,09 % des exprimés, suivi de Jean Royer (33,81 %), Valéry Giscard d'Estaing (19,88 %), Jacques Chaban-Delmas (7,49 %) et Arlette Laguiller (1,59 %). Au second tour, les électeurs ont voté à 53,08 % pour Valéry Giscard d'Estaing contre 46,92 % pour François Mitterrand avec un taux de participation de 86,88 % des inscrits.
|                | PS             | François Mitterrand      | 78 934  | 35,09 %    | 106 832 | 46,92 %    |  |  |
|                | SE             | Jean Royer               | 76 055  | 33,81 %    |         |            |  |  |
|                | RI             | Valéry Giscard d'Estaing | 44 733  | 19,88 %    | 120 877 | 53,08 %    |  |  |
|                | UDR            | Jacques Chaban-Delmas    | 16 853  | 7,49 %     |         |            |  |  |
|                | LO             | Arlette Laguiller        | 3 576   | 1,59 %     |         |            |  |  |
|                | SE, écologiste | René Dumont              | 1 994   | 0,89 %     |         |            |  |  |
|                | FN             | Jean-Marie Le Pen        | 896     | 0,4 %      |         |            |  |  |
|                | MDSF           | Émile Muller             | 776     | 0,34 %     |         |            |  |  |
|                | FCR            | Alain Krivine            | 610     | 0,27 %     |         |            |  |  |
|                | NAR            | Bertrand Renouvin        | 255     | 0,11 %     |         |            |  |  |
|                | MFE            | Jean-Claude Sebag        | 197     | 0,09 %     |         |            |  |  |
|                |                |                          |         |            |         |            |  |  |
|                |                |                          | Nombre  | % inscrits | Nombre  | % inscrits |  |  |
| Inscrits       | Inscrits       | Inscrits                 | 267 041 |            | 266 992 |            |  |  |
| Abstentions    | Abstentions    | Abstentions              | 40 426  | 15,14 %    | 35 027  | 13,12 %    |  |  |
| Votants        | Votants        | Votants                  | 226 615 | 84,86 %    | 231 965 | 86,88 %    |  |  |
|                |                |                          |         |            |         |            |  |  |
|                |                |                          |         | % votants  |         | % votants  |  |  |
| Blancs ou nuls | Blancs ou nuls | Blancs ou nuls           | 1 648   | 0,73 %     | 4 256   | 1,83 %     |  |  |
| Exprimés       | Exprimés       | Exprimés                 | 224 967 | 99,27 %    | 227 709 | 98,17 %    |  |  |

### 1969
L'élection présidentielle de 1969 est une élection anticipée à la suite de la démission de De Gaulle. La gauche se lance désunie dans la course et, bien que Duclos (PCF) manque de le devancer, c'est le président par intérim Poher qui accède au second tour face à l'ex-Premier ministre Pompidou. Alors que Duclos refuse d'appeler à voter au second tour pour « bonnet blanc ou blanc bonnet », Pompidou est finalement largement élu.
En Indre-et-Loire, Georges Pompidou arrive en tête du premier tour avec 41,28 % des exprimés, suivi de Alain Poher (30,3 %), Jacques Duclos (17,54 %), Gaston Defferre (4,8 %) et Michel Rocard (3,59 %). Au second tour, les électeurs ont voté à 50,72 % pour Georges Pompidou contre 49,28 % pour Alain Poher avec un taux de participation de 70,88 % des inscrits.
|                | UDR            | Georges Pompidou | 79 717  | 41,28 %    | 86 682  | 50,72 %    |  |  |
|                | CD             | Alain Poher      | 58 511  | 30,3 %     | 84 223  | 49,28 %    |  |  |
|                | PC             | Jacques Duclos   | 33 865  | 17,54 %    |         |            |  |  |
|                | SFIO           | Gaston Defferre  | 9 271   | 4,8 %      |         |            |  |  |
|                | PSU            | Michel Rocard    | 6 934   | 3,59 %     |         |            |  |  |
|                | SE             | Louis Ducatel    | 3 136   | 1,62 %     |         |            |  |  |
|                | LC             | Alain Krivine    | 1 670   | 0,86 %     |         |            |  |  |
|                |                |                  |         |            |         |            |  |  |
|                |                |                  | Nombre  | % inscrits | Nombre  | % inscrits |  |  |
| Inscrits       | Inscrits       | Inscrits         | 253 518 |            | 253 568 |            |  |  |
| Abstentions    | Abstentions    | Abstentions      | 57 439  | 22,66 %    | 73 829  | 29,12 %    |  |  |
| Votants        | Votants        | Votants          | 196 079 | 77,34 %    | 179 739 | 70,88 %    |  |  |
|                |                |                  |         |            |         |            |  |  |
|                |                |                  |         | % votants  |         | % votants  |  |  |
| Blancs ou nuls | Blancs ou nuls | Blancs ou nuls   | 2 975   | 1,52 %     | 8 834   | 4,91 %     |  |  |
| Exprimés       | Exprimés       | Exprimés         | 193 104 | 98,48 %    | 170 905 | 95,09 %    |  |  |

### 1965
L'élection présidentielle de 1965 est la première élection au suffrage universel direct à la suite du référendum d'octobre 1962. De Gaulle est mis en ballottage, à la surprise générale, par Mitterrand, candidat unique de la gauche. La campagne du second tour est axée sur l'Europe et les relations internationales ainsi que sur l'armement nucléaire. De Gaulle est finalement réélu avec une large avance.
En Indre-et-Loire, Charles de Gaulle arrive en tête du premier tour avec 42,09 % des exprimés, suivi de François Mitterrand (29,65 %), Jean Lecanuet (18,12 %), Jean-Louis Tixier-Vignancour (6,64 %) et Pierre Marcilhacy (2,33 %). Au second tour, les électeurs ont voté à 53,29 % pour Charles de Gaulle contre 46,71 % pour François Mitterrand avec un taux de participation de 84,1 % des inscrits.
|                | UNR            | Charles de Gaulle            | 86 900  | 42,09 %    | 106 807 | 53,29 %    |  |  |
|                | CIR            | François Mitterrand          | 61 224  | 29,65 %    | 93 633  | 46,71 %    |  |  |
|                | MRP            | Jean Lecanuet                | 37 409  | 18,12 %    |         |            |  |  |
|                | SE             | Jean-Louis Tixier-Vignancour | 13 715  | 6,64 %     |         |            |  |  |
|                | PLE            | Pierre Marcilhacy            | 4 813   | 2,33 %     |         |            |  |  |
|                | SE             | Marcel Barbu                 | 2 416   | 1,17 %     |         |            |  |  |
|                |                |                              |         |            |         |            |  |  |
|                |                |                              | Nombre  | % inscrits | Nombre  | % inscrits |  |  |
| Inscrits       | Inscrits       | Inscrits                     | 247 018 |            | 246 813 |            |  |  |
| Abstentions    | Abstentions    | Abstentions                  | 38 058  | 15,41 %    | 39 237  | 15,9 %     |  |  |
| Votants        | Votants        | Votants                      | 208 960 | 84,59 %    | 207 576 | 84,1 %     |  |  |
|                |                |                              |         |            |         |            |  |  |
|                |                |                              |         | % votants  |         | % votants  |  |  |
| Blancs ou nuls | Blancs ou nuls | Blancs ou nuls               | 2 483   | 1,19 %     | 7 136   | 3,44 %     |  |  |
| Exprimés       | Exprimés       | Exprimés                     | 206 477 | 98,81 %    | 200 440 | 96,56 %    |  |  |